# The Senior Class
The Senior Class (졸업반 Jol-eobban) ist ein Kinofilm aus dem Jahr 2016.

## Inhalt
Ju-hee ist im Abschlussjahrgang der Kunstschule. Die begabte, aber auf persönlicher Ebene unnahbare Malerin ist auch sexualle Projektionsfläche für die männlichen Mitschüler und stilistisches Vorbild für die Mädchen. Der schüchterne, ebenfalls begabte, Schüler Jung-woo traut sich nicht sie anzusprechen. Eines Tages findet Jung-woo Ju-hees Geheimnis heraus: sie arbeitet als Prostituierte in einem Bordell, da sie ihren Studium finanzieren muss. Ju-hee möchte, dass Jung-woo das Geheimnis für sich behält. Dieser stimmt zu, dennoch kommt es heraus uns setzt eine Negativspirale von Ereignissen in Gang.

## Produktion und Veröffentlichung
Der Film entstand unter der Regie von Hong Deok-pyo. Die Musik komponierte Kim Dong-wook. Das Drehbuch schrieb Yeon Sang-ho. Am 29. Dezember 2016 kam der Film in die südkoreanischen Kinos. In Deutschland erschien er unter den Titel The Senior Class am 20. Mai 2022 auf DVD und Blu-ray.

## Synchronisation
| Charaktere          | Koreanischer Sprecher | Deutscher Sprecher |
| ------------------- | --------------------- | ------------------ |
| Dong-Hwa            | Jung Young-ki         | Levin Jäger        |
| Jeong Woo           | Ju-Seung Lee          | Maik Rogge         |
| Joo-Hee             | Jin-ah Kang           | Anna Drahos        |
| Professor Jeom Baek | Hyuk-Jin Jang         | Christian Intorp   |
| Nari                | -                     | Julie Bonas        |

## Rezeption
- Lexikon des internationalen Films: „Der visuell bestechende Animationsfilm beginnt zunächst als klassische Teen-Romanze, entfaltet dann aber abgründigere Züge und wirft mit einer Geschichte um Begehren und Bigotterie kritische Schlaglichter auf männlichen Sexismus in verschiedenen Spielarten, wobei auch die romantischen Projektionen der Hauptfigur dunkle Seiten zeigen.“[4]